# Шевченка (Новоукраїнський район)
Шевче́нка — село в Україні, у Добровеличківській селищній громаді Новоукраїнського району Кіровоградської області.
Населення становить 61 осіб. Орган місцевого самоврядування — Добровеличківська селищна рада.

## Населення
Згідно з переписом УРСР 1989 року чисельність наявного населення села становила 101 особа, з яких 43 чоловіки та 58 жінок.
За переписом населення України 2001 року в селі мешкала 61 особа.

### Мова
Розподіл населення за рідною мовою за даними перепису 2001 року:
| Мова       | Відсоток |
| ---------- | -------- |
| українська | 93,44 %  |
| російська  | 3,28 %   |
| білоруська | 1,64 %   |
| молдовська | 1,64 %   |